# Luis Valle Goicochea
Luis Valle Goicochea (La Soledad, 2 de noviembre de 1908 - Lima, 13 de agosto de 1953). Poeta, narrador y periodista peruano.

## Biografía
Luis Valle Goicochea nació en La Soledad, pueblo perteneciente al distrito de Parcoy, en la provincia serrana de Patáz, en el departamento norteño de La Libertad, República del Perú. Hijo del trujillano Francisco Valle del Castillo y de la dama "sholana" (nombre con el que se les conoce a los nacidos en La Soledad) Jovita Goicochea Salvatierra.
Aunque se sabe que su nacimiento ocurrió el 2 de noviembre, no se ha precisado exactamente de que año; el Dr. Luis Alberto Sánchez conjetura que fue en 1906, Luis Monguió en 1908, Esther Allison y Aurelio Miró Quesada en 1911 y José Gonzáles Morante sostiene en una tesis doctoral el año 1910.

### Estudios
Estudió hasta el 3º año de primaria como alumno de sus padres, que eran maestros de la única escuela de la zona. Es en esta edad donde Luis Valle capta todo lo vivido en su hogar y en la escuela para luego plasmarlo en el papel, dándole forma de composiciones en prosa y en verso. A la edad de nueve (9) años, el niño Valle termina el tercer año de primaria y sus padres deciden enviarlo a Trujillo para que continúe sus estudios primarios y luego su secundaria, quedando a cargo su abuela paterna Doña Clarita del Castillo Valle.
Sus estudios en Trujillo los realizó en el Colegio Seminario San Carlos y San Marcelo y en 1926 cuando termina la secundaria, viste dos años la sotana de postulante para sacerdote en el mismo Seminario. Ciro Alegría lo recordaba así: "Extraordinariamente flaco, a tal punto que parecía enfundado en la pulcra sotana. Ceñíase a la cintura una faja de tela azul, cuyos extremos colgaban a su lado. Era su distintivo de seminarista. La cara, de rasgos finos y color blanco pálido, tenía la expresión de melancolía que se acentuaba en los ojos". Es la más difundida prosopografía del adolescente Luis Valle Goicochea, nos dicen sus biógrafos.

### Entre la bohemia y el periodismo
En 1929 abandona los estudios religiosos é ingresa a trabajar al diario La Industria de Trujillo, que era dirigido por Don José Eulogio Garrido, otrora gran animador del grupo "La Bohemia". Se hizo responsable de una columna a la que tituló "Hilvanes", escribiendo con el seudónimo de LUVAGOIS.
En esta época es tentado y empujado a enrolarse en la bohemia trujillana, siendo conocido por sus tendencias platónicas al enamorarse de las chicas más bellas de la ciudad, pero sin confesarles jamás su amor idílico. Justamente una anécdota muy recordada es el duelo que sostuvo con JUFERQUE, seudónimo del periodista trujillano Julio Fernando Quevedo Iturri, por el amor de una cantante chilena de paso por la ciudad y que actuaba en el Teatro Municipal. La cita se realizó en la Ruinas de Chan Chan y fue una broma que le jugaron Ciro Alegría, un arequipeño de apellido Zagarra y otros amigos del diario La Industria, quienes usaron pistolas de fogueo para tal fin, sin que los duelistas se dieran cuenta.
Luis Valle se entregó luego con ahínco a su quehacer poético y también compuso algunos cuentos, los que enviaba a Lima y eran publicados en "Variedades", conocida revista de la época. Este tiempo trujillano, de los primeros pasos, fue el más feliz en la vida de Valle Goicochea. Es así como comienza a alentar el proyecto de irse a Lima, pues ya tenía versos suficientes como para publicar un libro. No tenía mucho dinero y vendió sus cosas para realizar el viaje.
Ciro Alegría recuerda así su partida: "Nos despedimos en Moche, donde estaba veraneando su familia. Contra lo que yo esperaba, el sensitivo Valle se despidió con notable sobriedad. Estrecho un poco más a su hermanita, muchacha delgada y paliducha, de amplia cabellera rubia, a la cual tenía gran cariño. Ocupó un asiento al lado del chofer y se alejó sin voltear. No debía retornar mas a Trujillo ni al estado de espíritu que lo hizo alejarse. Cuando años después lo volví a ver en Lima, Luis Valle Goicochea era distinto. Llevaba una dura impronta de tristeza".

### Años de su formación literaria
Llegó a Lima el verano de 1930 y después de dos años de dura brega consigue el apoyo de Don Enrique Bustamante y Ballivián y publica "Las Canciones de Rinono y Papagil", obteniendo un gran éxito con su primer libro. En esta obra, su imaginería lírica nos presenta al pajarito Rinono, que canta para que lo oiga la Rarra. Están presentes también Papagil, el tío cuyos ochenta años son como "ochenta hormiguitas blancas", la Quequita con su terrible dolor de muelas, la pobre gatita, engreída de todos, los hermanos Juan y Clarita, Doña Sacramenta, la hilandera, Danielito, el Sacristán, etc. Estos personajes tienen como trasfondo el pueblo de casa apretadas y tortuosas, por donde desfilan apacibles asnos, mientras se escucha amanecidas campanadas y los niños retozando en la Escuela o en la Pila de la Plaza.
En 1934 publica su segundo libro, "El Sábado y la casa", obra literaria en verso que lo consagra en la poesía peruana. Los temas son los mismos, pero ya la nostalgia y el misterio le dan un acento doloroso. Como dice Don Aurelio Miro Quezada, "El mozo viste pantalón largo; la Rarra, antes locuaz, ahora se queda pensativa". El sol sigue iluminando las mañanas, pero ya "la tristeza camina por las calles del pueblo". Han muerto una hermana, la tía Rosario, el primo niño; ya no quedan "ni rastros de las casita de Don Jesús Ampuero". Hasta la escuelita ha sido suprimida , y el 28 de julio "nadie pondrá banderas en su puerta".
El mismo año de 1934, simultáneamente con la presentación de su segundo libro, el poeta se inscribe en la Facultad de Letras de la Universidad Católica, para seguir estudios superiores. Sin embargo, la falta de recursos económicos y la bohemia, lo frustran nuevamente. En vista que ya no podía estudiar, se decide a escribir en el diario "La Prensa". Mientras tanto, forma parte de "El Círculo del Duende", en donde están José María Eguren y otros escritores.
El año 1936 publica otro libro, "La Elegía tremenda". En esta obra continúa aquel tono de recuerdo cada vez más doloroso, en el cual, la muerte es una presencia reveladora.
En 1938, Luis Valle regresa a Trujillo y publica dos libros, "Parva" y "Los zapatos de cordobán". El primero es una colección de poemas en prosa, que vuelve al tono primigenio y en ella aparece nítidamente las figuras del padre y de la madre. Este poemario se enlaza con otro que publicó en 1939, de igual intención, "Paz en la tierra", donde el hogar y la muerte delinean mejor sus contornos.
Sin motivo aparente, Luis Valle regresa a Lima y conoce a otra dama de la que se enamora perdidamente. Esto ocurre en 1940. Miss Lucy King es el nombre y le dedica un poema, el cual representa la apertura a una nueva dimensión espacial. Lucy King, mezcla de realidad e irrealidad, es la mujer amada, una y diversa, que el poeta reclama por lejanos países y luego se despide dentro de una atmósfera de claroscuros y de recuerdo.
Inesperadamente el año 1943 ingresa al Convento de San Francisco y es enviado luego al Cusco "como padre franciscano, al mundo de la obediencia y a cumplir un designio". Escribe composiciones religiosas, así como un ensayo dramático titulado "Jacobina Sietesolios", referido a los últimos días de San Francisco y que fue publicado en Arequipa en 1946. En el Cusco escribe también "Temas inefables" y "Marianita Coronel".
Quebrada su salud por causa de una dipsomanía, abandona el Convento y se dirige a Arequipa, donde es redactor del diario "El Deber" dirigido por el fraile mercenario Victor M. Barriga.
Regresa a Lima en 1948 y trabaja en el Museo Arqueológico, en la Biblioteca del Seminario de la Facultad de Letras de San Marcos y en el diario "El Comercio", donde firmaba con el seudónimo de "Carlos Bernabé". Su especialidad era redactar reportajes y crónicas sobre distintos problemas sociales, así como notas líricas profundamente humanas.

### El final
Su salud empeora y pasa dos meses, febrero y marzo de 1950 en un sanatorio. Escribe en el hospital "sus sueños" como parte de su terapia, que "El Comercio" publicó póstumamente. Percibe profunda angustia, soledad y frustración. En el "Diario del Hospital", que Esther Allison publicó años después de la muerte del poeta en "El Comercio", constan los siete días más dolorosos que padeció el poeta, fijados del 08 al 14 de mayo de aquel año. La misma tristeza se manifiesta en las cartas dirigidas a la escritora y amiga, en donde el poeta da fe de su "lucha contra el demonio".
La salud del poeta era muy delicada, oscilaba entre la vida y la muerte. Esta situación se debía a la escasa alimentación y la constante bebida alcohólica, vicio que lo obligaba a huir de los nosocomios a donde lo llevaban sus familiares y amigos. Generalmente en las noches lo localizaban en las cantinas de mala muerte, de donde salía casi siempre en las amanecidas para guarecerse como sea.
En la mañana del 13 de agosto de 1953, la policía lo encontró moribundo, quizá atropellado por algún automóvil. Lo encontraron debajo de un banco, en la Plaza Italia. Se lo llevaron a la morgue. Nadie sabía quien podría ser. Para identificar su cadáver la policía debió trabajar duramente, porque no podían imaginar que ese desconocido que había caído en el caos y la miseria, fuese un ilustre poeta y escritor. Ernesto Moore escribió al respecto: "Valle, que parecía destinado al ara y al misal, terminó sólo con el cáliz. Murió fiel a la sangre de Cristo y fiel también a la Doctrina del Maestro: sin un centavo y con el alma blanca".
Sus restos fueron velados en el antiguo local de la ANEA (Asociación Nacional de Escritores y Artistas), cuyos dirigentes invitaron al sepelio.

## Obras publicadas
- Las canciones de Rinono y Papagil, 1932.
- El sábado y la casa, 1934.
- Al oído de este niño, 1935.
- La elegía tremenda, 1936.
- Los zapatos de cordobán, 1938.
- Parva, 1938.
- Paz en la tierra, 1939.
- Sal, 1939.
- Amor acecha, 1939.
- Miss Lucy King, 1940.
- Marianita Coronel, 1943.
- Tema inefable: Cusco - Arequipa, 1945.
- Jacobina sietesolios, 1946.
- El naranjito de Quito, 1951
- El árbol que no retoña, (Inconcluso)

## Crítica literaria
- Luis Alberto Sánchez en el Tomo V de "Literatura Peruana" dice: "Valle Goicochea, en su obra poética, convocó a la sencillez y a la castidad, como Eguren y Martín Adán, pero no se enredó en giros retóricos, ni se entregó a pesquisas semánticas; no hizo experimentos. Cantó, cantó lo tierno, lo profundo, lo humanamente irrenunciable...Amaba las cosas simples y las expresaba simplemente".

- Sebastián Salazar Bondy en la Revista Cultural N.º 1, Lima, 1943, en su artículo "Tres imágenes descontinuadas de Luis Valle Goicoches", dice: "En sus delicados libros están para siempre la infancia, el lar, los bosques, la luz, sus hermanos, los animales (domésticos), las montañas, el juego, los sábados y la casa, firmes como un sábado infinito".

- Washington Delgado, en el Diccionario Histórico y Biográfico del Perú, nos dice: "Poeta hondo y sencillo, en cuya obra los temas hogareños y regionales se alternan con finas inquietudes espirituales, con íntimos desahogos líricos".

- Jorge Eslava en el Suplemento Cultural LUNDERO del diario "La Industria" de Chiclayo, del 29 de abril de 1990, dice: "Toda la escritura de Valle Goicochea tiene un acento evocador y trágico. Una terca nostalgia la recorre. La suya no es una poesía aferrada a la tierra y a los hombres, sino al recuerdo de ellos y, en ese temblor emocional quebradizo o menudo, se transparentan los sentimientos, pero el sentido de la experiencia íntima se oscurece. Un hilo que se devana...".

- Aurelio Miró Quesada, en el prólogo a la "Obra poética de Luis Valle Goicochea", publicado por el INC en 1974, recalca: "Con deliciosa ingenuidad, Luis Valle nos habla de gentes y cosas que eran suyos, que el evocaba con ternura infantil: el pajarito Rinono, la hermana Queca, la Rarra, el tío Gil, la viejita recadera, doña Sacramenta, la hilandera, el tío Daniel, el Sacristán, el Dolores, don Ninfo el molinero; junto a la sencillez de las personas, la apacibilidad de la vida en el pueblo de La Soledad, en donde nada más importante para un niño que el asno, que la escuela, la acequia, la Pila de la Plaza, la puerta de la mina, las campanas de la iglesia...Valle, por unos caminos tan sencillos nos conduce a la emoción tan cierta y a una ternura tan auténtica".

- Marco Antonio Corcuera opina: "Nunca antes se había cantado y contado en forma tan natural y tan sencilla el sentimiento familiar, fabricando las palabras con las cuales se expresa el contento de la vida...Su lenguaje fue natural y fraterno, ajeno a ropajes líricos innecesarios; lejos del estridentismo barroco y las estridencias del vanguardismo imperante en esa época. Sus versos eran de una sencillez extrema, casi enfermiza, desnudadora de su alma todavía en botón que después floreciera con una imagen irrepetible en la literatura peruana".

- Manuel Zanutelli Rosas, en el Diccionario Histórico y Biográfico del Perú, apunta: "...Sus versos representaron en ese instante una reacción lozana y saludable frente a la retórica barroca, una verdadera vuelta a la sencillez. Todo en "Las canciones de Rinono y Papagil" era simple, natural, candoroso. La ingenuidad no tenía doble fondo; y el poeta por ser sencillo, por no ser literario, había llegado hasta el extremo de eliminar lo que en esos años de neogongorismos era lo más atrayente: la metáfora".